# (32768) Alexandripatov
1983 RZ4 (asteroide 32768) é um asteroide da cintura principal. Possui uma excentricidade de 0.26247370 e uma inclinação de 4.18353º.
Este asteroide foi descoberto no dia 5 de setembro de 1983 por Lyudmila Vasil'evna Zhuravleva em Naučnyj.